# Campeonato Brasileiro de League of Legends de 2023
O Campeonato Brasileiro de League of Legends de 2023 foi a 12ª edição do Campeonato Brasileiro de League of Legends (CBLOL), a principal competição do jogo de computador League of Legends no Brasil. Participaram dez equipes associadas à um sistema de franquias durante todo o campeonato, dividido em duas etapas. A disputa adotou o mesmo formato dos anos anteriores, com uma fase de pontos onde todos se enfrentam duas vezes e uma fase eliminatória com dupla eliminação.
A Primeira Etapa começou em 21 de janeiro e terminou em 15 de abril com a LOUD derrotando a paiN Gaming por 3 a 0 na final, na Arena CBLOL, em São Paulo.
A Segunda Etapa começou em 10 de junho e terminou em 9 de setembro com a LOUD derrotando a paiN Gaming por 3 a 1 na final, no Ginásio Geraldão, em Recife.

## Formato
Fonte: 
Fase de pontos:
- 10 equipes, cada equipe enfrenta todas duas vezes (total de 18 partidas para cada equipe);
- Todas as partidas em melhor de um;
- As seis melhores equipes avançam às eliminatórias, as quatro restantes são eliminadas;
  - Do 1º ao 4º colocado avançam direto para a chave superior, o 5º e o 6º jogam a chave inferior.

Eliminatórias:
- 6 equipes em um sistema de dupla eliminação;
- Todas as partidas em melhor de cinco.

## Primeira Etapa

### Sede
| São Paulo               |
| ----------------------- |
| Arena CBLOL             |
| Fase Regular e Playoffs |
| Capacidade: 142         |
| São Paulo               |

### Mudanças
- A vaga do Flamengo foi 100% adquirida pela Los Grandes.[5]
- Miners vendeu sua vaga para Vivo Keyd Stars.[6]
- Rensga vendeu sua vaga para Fluxo.[7]

### Etapa Regular
| Pos. | Acr. | Equipe             | V   | D   | Apr. | Seq. | Qualificação                   |
| ---- | ---- | ------------------ | --- | --- | ---- | ---- | ------------------------------ |
| 1    | PNG  | paiN Gaming        | 12V | 6D  | 67%  | 6V   | Classifica para Chave Superior |
| 2    | LLL  | LOUD               | 12V | 6D  | 67%  | 6V   | Classifica para Chave Superior |
| 4    | LOS  | Los Grandes        | 12V | 6D  | 67%  | 2D   | Classifica para Chave Superior |
| 3    | RED  | RED Canids Kalunga | 11V | 7D  | 61%  | 1V   | Classifica para Chave Superior |
| 5    | FX   | Fluxo              | 10V | 8D  | 56%  | 2D   | Classifica para Chave Inferior |
| 6    | FUR  | FURIA              | 9V  | 9D  | 50%  | 2V   | Classifica para Chave Inferior |
| 7    | ITZ  | INTZ               | 7V  | 11D | 39%  | 1D   | Eliminado                      |
| 8    | KBM  | KaBuM! Esports     | 7V  | 11D | 39%  | 1V   | Eliminado                      |
| 9    | VKS  | Vivo Keyd Stars    | 4V  | 14D | 28%  | 1V   | Eliminado                      |
| 10   | LBR  | Liberty            | 5V  | 13D | 28%  | 8D   | Eliminado                      |

Fonte: LoL Esports

#### Confrontos
| Lado azul   | Fluxo              | -             | 0-1 | 1-0 | 0-1 | 0-1 | 1-0 | 1-0 | 0-1 | 0-1 | 1-0 |
| Lado azul   | FURIA              | 0-1           | -   | 0-1 | 0-1 | 1-0 | 0-1 | 0-1 | 0-1 | 1-0 | 1-0 |
| Lado azul   | INTZ               | 1-0           | 0-1 | -   | 0-1 | 1-0 | 0-1 | 0-1 | 1-0 | 1-0 | 0-1 |
| Lado azul   | KaBuM! Esports     | 0-1           | 1-0 | 0-1 | -   | 0-1 | 0-1 | 0-1 | 0-1 | 1-0 | 1-0 |
| Lado azul   | Liberty            | 0-1           | 0-1 | 0-1 | 1-0 | -   | 0-1 | 0-1 | 1-0 | 0-1 | 0-1 |
| Lado azul   | LOS                | 1-0           | 0-1 | 1-0 | 1-0 | 1-0 | -   | 1-0 | 1-0 | 0-1 | 0-1 |
| Lado azul   | LOUD               | 0-1           | 0-1 | 1-0 | 1-0 | 1-0 | 1-0 | -   | 1-0 | 1-0 | 1-0 |
| Lado azul   | paiN Gaming        | 1-0           | 1-0 | 1-0 | 1-0 | 1-0 | 1-0 | 1-0 | -   | 0-1 | 1-0 |
| Lado azul   | RED Canids Kalunga | 0-1           | 0-1 | 1-0 | 1-0 | 1-0 | 0-1 | 1-0 | 1-0 | -   | 1-0 |
| Lado azul   | Vivo Keyd Stars    | 0-1           | 1-0 | 1-0 | 0-1 | 0-1 | 0-1 | 0-1 | 0-1 | 0-1 | -   |
| Acrônimos → | Acrônimos →        | FX            | FUR | ITZ | KBM | LBR | LOS | LLL | PNG | RED | VKS |
|             |                    | Lado Vermelho |     |     |     |     |     |     |     |     |     |

Fonte: 

### Playoffs
|  |                  |                  |                  |  |  | Chave superior 1 | Chave superior 1 | Chave superior 1 |  |  | Final da chave superior | Final da chave superior | Final da chave superior |  |  |                         |                         |                         |  | Final | Final | Final       |   |  |
|  |                  |                  |                  |  |  |                  |                  |                  |  |  |                         |                         |                         |  |  |                         |                         |                         |  |       |       |             |   |  |
|  |                  |                  |                  |  |  | 1                | paiN Gaming      | 3                |  |  |                         |                         |                         |  |  |                         |                         |                         |  |       |       |             |   |  |
|  |                  |                  |                  |  |  | 4                | RED Canids       | 0                |  |  |                         |                         |                         |  |  |                         |                         |                         |  |       |       |             |   |  |
|  |                  |                  |                  |  |  |                  |                  |                  |  |  | -                       | paiN Gaming             | 1                       |  |  |                         |                         |                         |  |       |       |             |   |  |
|  |                  |                  |                  |  |  |                  |                  |                  |  |  | -                       | LOUD                    | 3                       |  |  |                         |                         |                         |  |       |       |             |   |  |
|  |                  |                  |                  |  |  | 2                | LOUD             | 3                |  |  |                         |                         |                         |  |  |                         |                         |                         |  |       |       |             |   |  |
|  |                  |                  |                  |  |  | 3                | Los Grandes      | 1                |  |  |                         |                         |                         |  |  |                         |                         |                         |  |       |       |             |   |  |
|  |                  |                  |                  |  |  |                  |                  |                  |  |  |                         |                         |                         |  |  |                         |                         |                         |  |       |       |             |   |  |
|  |                  |                  |                  |  |  |                  |                  |                  |  |  |                         |                         |                         |  |  |                         |                         |                         |  |       | -     | LOUD        | 3 |  |
|  |                  |                  |                  |  |  |                  |                  |                  |  |  |                         |                         |                         |  |  |                         |                         |                         |  |       | -     | paiN Gaming | 0 |  |
|  | Chave inferior 1 | Chave inferior 1 | Chave inferior 1 |  |  | Chave inferior 2 | Chave inferior 2 | Chave inferior 2 |  |  | Chave inferior 3        | Chave inferior 3        | Chave inferior 3        |  |  | Final da chave inferior | Final da chave inferior | Final da chave inferior |  |       |       |             |   |  |
|  |                  |                  |                  |  |  |                  |                  |                  |  |  |                         |                         |                         |  |  |                         |                         |                         |  |       |       |             |   |  |
|  |                  |                  |                  |  |  |                  |                  |                  |  |  |                         |                         |                         |  |  |                         |                         |                         |  |       |       |             |   |  |
|  |                  |                  |                  |  |  |                  |                  |                  |  |  |                         |                         |                         |  |  | -                       | paiN Gaming             | 3                       |  |       |       |             |   |  |
|  |                  |                  |                  |  |  |                  |                  |                  |  |  | -                       | Los Grandes             | 3                       |  |  | -                       | Los Grandes             | 2                       |  |       |       |             |   |  |
|  |                  |                  |                  |  |  | -                | RED Canids       | 2                |  |  | -                       | FURIA                   | 0                       |  |  |                         |                         |                         |  |       |       |             |   |  |
|  | 5                | Fluxo            | 0                |  |  | -                | FURIA            | 3                |  |  |                         |                         |                         |  |  |                         |                         |                         |  |       |       |             |   |  |
|  | 6                | FURIA            | 3                |  |  |                  |                  |                  |  |  |                         |                         |                         |  |  |                         |                         |                         |  |       |       |             |   |  |

| CBLOL 2023-1                 |
| ---------------------------- |
| LOUD Bicampeões (2.º título) |

## Segunda Etapa

### Sedes
| São Paulo               | Pernambuco                            |
| ----------------------- | ------------------------------------- |
| Arena CBLOL             | Ginásio de Esportes Geraldo Magalhães |
| Fase Regular e Playoffs | Final                                 |
| Capacidade: 142         | Capacidade: 9.000                     |
| São Paulo               | Recife                                |

### Etapa Regular
| Pos. | Acr. | Equipe             | V   | D   | Apr. | Seq. | Qualificação                   |
| ---- | ---- | ------------------ | --- | --- | ---- | ---- | ------------------------------ |
| 1    | PNG  | paiN Gaming        | 14V | 4D  | 78%  | 3V   | Classifica para Chave Superior |
| 2    | RED  | RED Canids Kalunga | 14V | 4D  | 78%  | 1V   | Classifica para Chave Superior |
| 3    | LLL  | LOUD               | 13V | 5D  | 72%  | 6V   | Classifica para Chave Superior |
| 4    | ITZ  | INTZ               | 11V | 7D  | 61%  | 1V   | Classifica para Chave Superior |
| 5    | FX   | Fluxo              | 11V | 7D  | 61%  | 1D   | Classifica para Chave Inferior |
| 6    | VKS  | Vivo Keyd Stars    | 10V | 8D  | 56%  | 1V   | Classifica para Chave Inferior |
| 7    | FUR  | FURIA              | 8V  | 10D | 44%  | 1D   | Eliminado                      |
| 8    | LOS  | Los Grandes        | 6V  | 12D | 33%  | 3D   | Eliminado                      |
| 9    | LBR  | Liberty            | 2V  | 16D | 11%  | 1V   | Eliminado                      |
| 10   | KBM  | KaBuM! Esports     | 1V  | 17D | 6%   | 6D   | Eliminado                      |

Fonte: LoL Esports

### Playoffs
|  |                  |                  |                  |  |  | Chave superior 1 | Chave superior 1 | Chave superior 1 |  |  | Final da chave superior | Final da chave superior | Final da chave superior |  |  |                         |                         |                         |  | Final | Final | Final       |   |  |
|  |                  |                  |                  |  |  |                  |                  |                  |  |  |                         |                         |                         |  |  |                         |                         |                         |  |       |       |             |   |  |
|  |                  |                  |                  |  |  | 1                | paiN Gaming      | 3                |  |  |                         |                         |                         |  |  |                         |                         |                         |  |       |       |             |   |  |
|  |                  |                  |                  |  |  | 4                | INTZ             | 0                |  |  |                         |                         |                         |  |  |                         |                         |                         |  |       |       |             |   |  |
|  |                  |                  |                  |  |  |                  |                  |                  |  |  | -                       | paiN Gaming             | 0                       |  |  |                         |                         |                         |  |       |       |             |   |  |
|  |                  |                  |                  |  |  |                  |                  |                  |  |  | -                       | LOUD                    | 3                       |  |  |                         |                         |                         |  |       |       |             |   |  |
|  |                  |                  |                  |  |  | 2                | RED Canids       | 1                |  |  |                         |                         |                         |  |  |                         |                         |                         |  |       |       |             |   |  |
|  |                  |                  |                  |  |  | 3                | LOUD             | 3                |  |  |                         |                         |                         |  |  |                         |                         |                         |  |       |       |             |   |  |
|  |                  |                  |                  |  |  |                  |                  |                  |  |  |                         |                         |                         |  |  |                         |                         |                         |  |       |       |             |   |  |
|  |                  |                  |                  |  |  |                  |                  |                  |  |  |                         |                         |                         |  |  |                         |                         |                         |  |       | -     | LOUD        | 3 |  |
|  |                  |                  |                  |  |  |                  |                  |                  |  |  |                         |                         |                         |  |  |                         |                         |                         |  |       | -     | paiN Gaming | 1 |  |
|  | Chave inferior 1 | Chave inferior 1 | Chave inferior 1 |  |  | Chave inferior 2 | Chave inferior 2 | Chave inferior 2 |  |  | Chave inferior 3        | Chave inferior 3        | Chave inferior 3        |  |  | Final da chave inferior | Final da chave inferior | Final da chave inferior |  |       |       |             |   |  |
|  |                  |                  |                  |  |  |                  |                  |                  |  |  |                         |                         |                         |  |  |                         |                         |                         |  |       |       |             |   |  |
|  |                  |                  |                  |  |  |                  |                  |                  |  |  |                         |                         |                         |  |  |                         |                         |                         |  |       |       |             |   |  |
|  |                  |                  |                  |  |  |                  |                  |                  |  |  |                         |                         |                         |  |  | -                       | paiN Gaming             | 3                       |  |       |       |             |   |  |
|  |                  |                  |                  |  |  |                  |                  |                  |  |  | -                       | RED Canids              | 3                       |  |  | -                       | RED Canids              | 2                       |  |       |       |             |   |  |
|  |                  |                  |                  |  |  | -                | INTZ             | 3                |  |  | -                       | INTZ                    | 1                       |  |  |                         |                         |                         |  |       |       |             |   |  |
|  | 5                | Fluxo            | 2                |  |  | -                | Vivo Keyd Stars  | 1                |  |  |                         |                         |                         |  |  |                         |                         |                         |  |       |       |             |   |  |
|  | 6                | Vivo Keyd Stars  | 3                |  |  |                  |                  |                  |  |  |                         |                         |                         |  |  |                         |                         |                         |  |       |       |             |   |  |

| CBLOL 2023-2                  |
| ----------------------------- |
| LOUD Tricampeões (3.º título) |